# Edie Falco
Edith 'Edie' Falco (Brooklyn (New York), 5 juli 1963) is een Amerikaanse televisie- en filmactrice. Falco werd geboren in Brooklyn maar ging in Northport, op Long Island, naar school. Ze is de dochter van de Zweeds-Amerikaanse Judith Anderson (een actrice) en de Italiaans-Amerikaanse Frank Falco (een jazzdrummer).
Ze is de enige actrice die in hetzelfde jaar een Golden Globe, een Emmy Award en een Screen Actors Guild Award won, namelijk voor haar rol van Carmela Soprano in de televisieserie The Sopranos. Daarvoor had ze regelmatig een rol in Oz. Ook in Law & Order en Homicide: Life on the Street was ze al te zien.
Ze overwon borstkanker en in december 2004 adopteerde ze een zoon.
Ze won drie Emmy's, twee Golden Globes en drie Screen Actors Guild Awards.
Van 2009 tot 2015 speelt ze de hoofdrol in de televisieserie Nurse Jackie. In 2016 speelde ze onder meer in de film The Comedian.
In 2022 was Falco te zien als Generaal Frances Ardmore in de film Avatar: The Way of Water van James Cameron.
- Bibsys: 4081124
- Bibliothèque nationale de France: cb141761540 (data)
- Gemeinsame Normdatei: 139636048
- International Standard Name Identifier: 0000 0001 1064 8984
- Library of Congress Control Number: no2001056828
- Nationale Bibliotheek van Israël: 987007453592705171
- Nationale Bibliotheek van Polen: a0000002392674
- Nederlandse Thesaurus van Auteursnamen: 328308323
- Système universitaire de documentation: 109979109
- Virtual International Authority File: 59293766
- WorldCat: E39PBJfmtHV99ggYJWvwwtfQbd